# Leo von Klenze
 (novembre 2019).
Si vous disposez d'ouvrages ou d'articles de référence ou si vous connaissez des sites web de qualité traitant du thème abordé ici, merci de compléter l'article en donnant les références utiles à sa vérifiabilité et en les liant à la section « Notes et références ».
Franz Karl Leopold Klenze, dit Leo von Klenze, est un architecte et peintre bavarois né à Schladen près de Goslar en Basse-Saxe le 29 février 1784 et mort à Munich le 27 janvier 1864.
En Allemagne, comme en France et en Italie, l’architecture néo-classique succède à la baroque dans la première moitié du XIXe siècle. Leo von Klenze est le représentant bavarois le plus important de ce courant. D’une manière comparable à celle de Karl Friedrich Schinkel, il introduit une dimension romantique dans son architecture.

## Biographie
Leo von Klenze étudie à Paris avant de faire les traditionnels voyages d’Italie et d’Angleterre.
Après cette formation, il devient architecte de la cour du roi Maximilien Ier de Bavière qui l'appelle à Munich en 1814, puis de son successeur Louis Ier.
Il exerce particulièrement ses talents dans la capitale du royaume, Munich. On lui doit les Écuries de Munich (1817-1822), l’aménagement de la Ludwigstrasse, l'Odéon de Munich, l’Obélisque de Karolinenplatz en 1833 (dédié aux 30 000 soldats bavarois morts pendant la campagne de Russie en 1812), le Bazar (1826), le Palais Ludwig Ferdinand, le Palais Moy, les propylées de la Königsplatz (1848-1860), portail monumental de style dorique, la rénovation de la Salvatorkirche, et surtout deux musées : la Glyptothèque de Munich (1816-1830) et l’Alte Pinakothek (1826-1836). Ces deux bâtiments reprennent des motifs du style antique, avec par exemple leur portique octostyle surmonté d'un fronton. La distribution des espaces y est rationnelle ; autour des grandes salles d'exposition, sont disposées des rangées de cabinets de travail ou de salles plus petites. Dans le parc du château de Nymphenburg, Leo von Klenze réalise également une fabrique de jardin.
En dehors de son œuvre munichoise, Leo von Klenze a conçu, à la demande du tsar Nicolas Ier de Russie, une partie du palais de l'Ermitage de Saint-Pétersbourg (1842-1850), dont le Nouvel Ermitage. Il est aussi l'auteur des plans de la cathédrale catholique d'Athènes largement financée sur fonds allemands et autrichiens.
C'est en Bavière, à Donautal, distant de quelques kilomètres de Ratisbonne, que se trouve l'une de ses réalisations les plus marquantes, le Walhalla (1830-1842). Cet imposant temple à la grecque de style dorique qui surplombe le Danube est un mémorial à la gloire des héros germaniques.
Il est enterré à l'ancien cimetière du Sud (Munich), le même cimetière que celui où son ancien collaborateur Jean-Baptiste Métivier est inhumé.

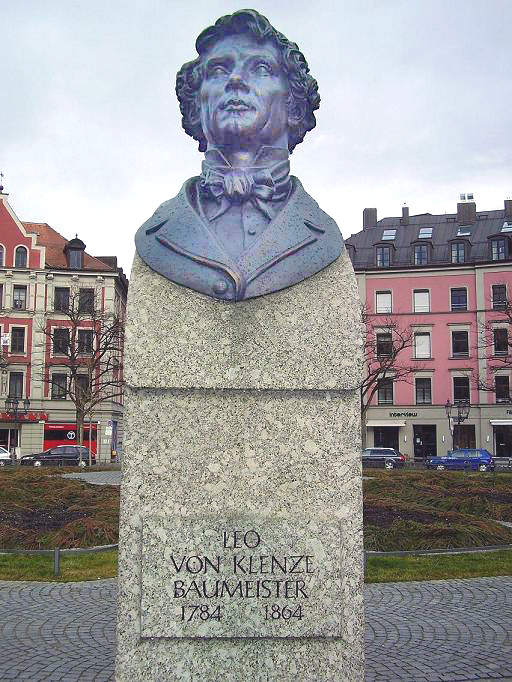
Leo von Klenze
(Gärtnerplatz à Munich).

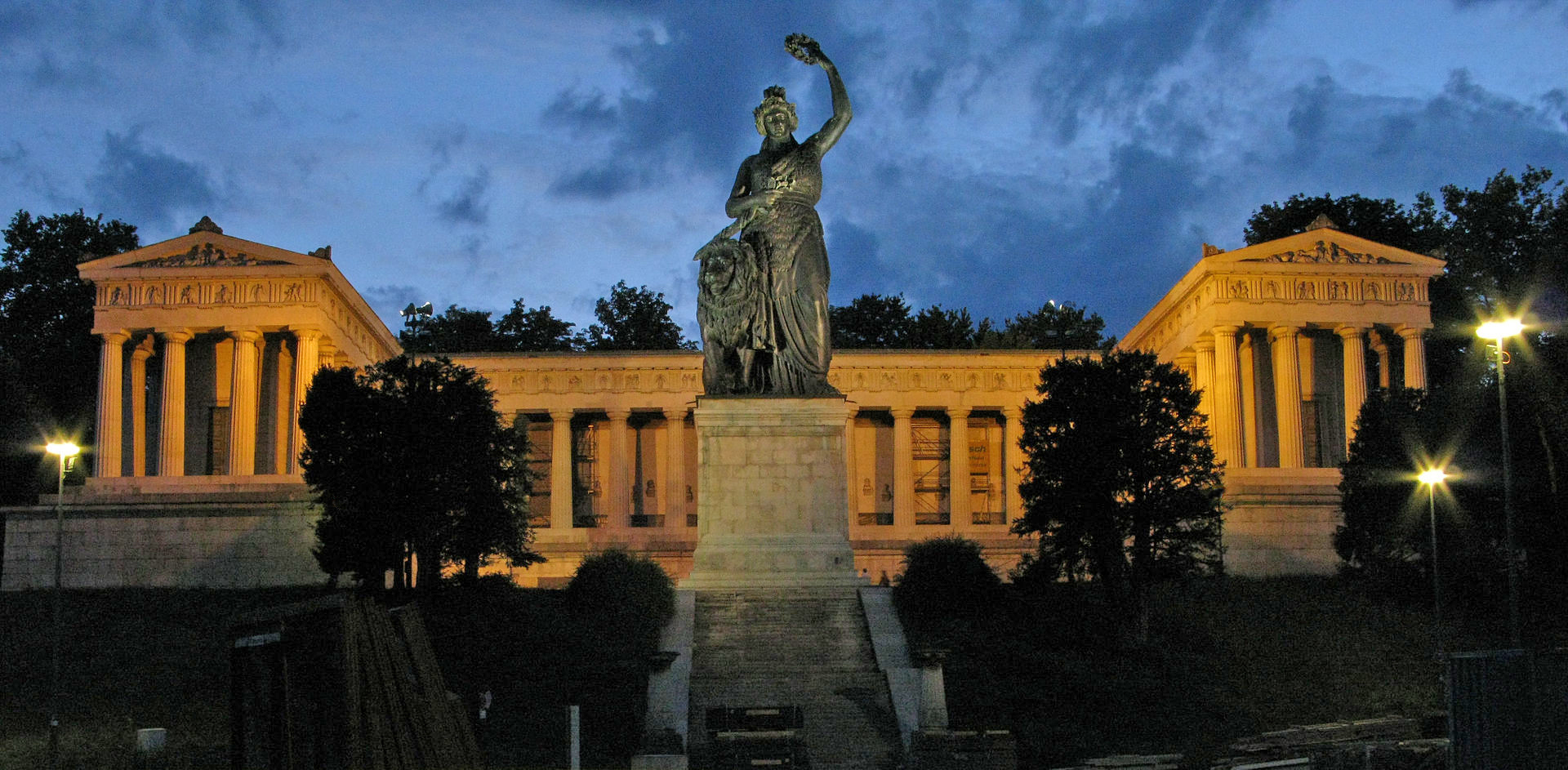
Bavaria et la Ruhmeshalle de Munich.

## Galerie de quelques œuvres picturales

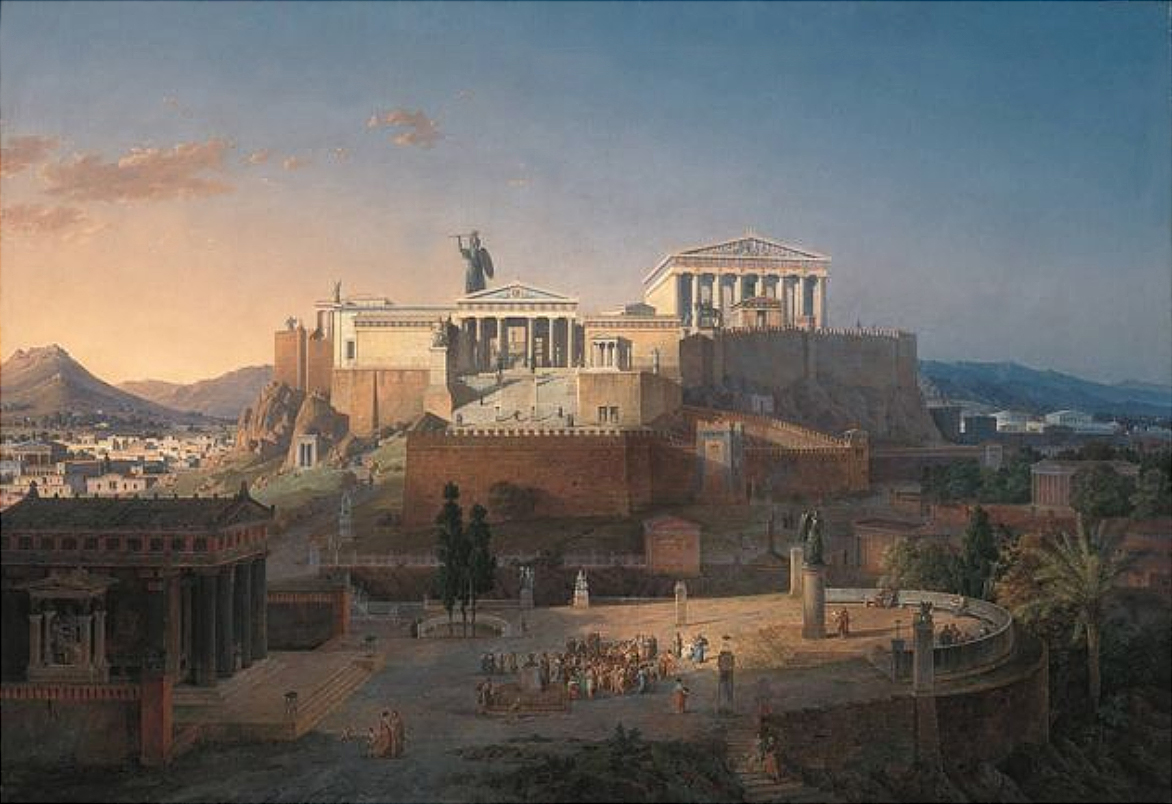
Vue idéale de l'Acropole et de l'Aréopage à Athènes, 1846.
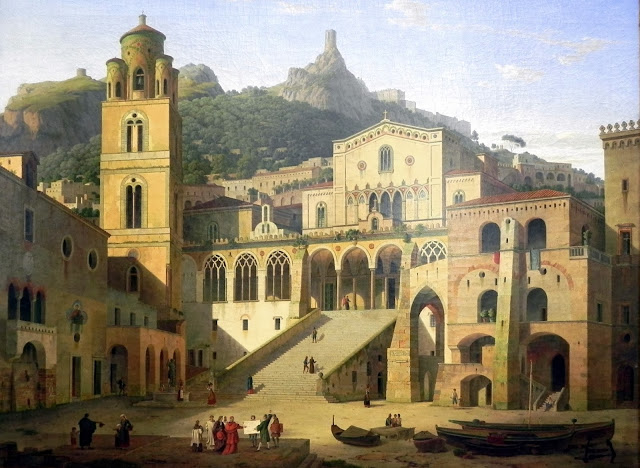
La cité médiévale d'Amalfi au XVIIe siècle, 1859.
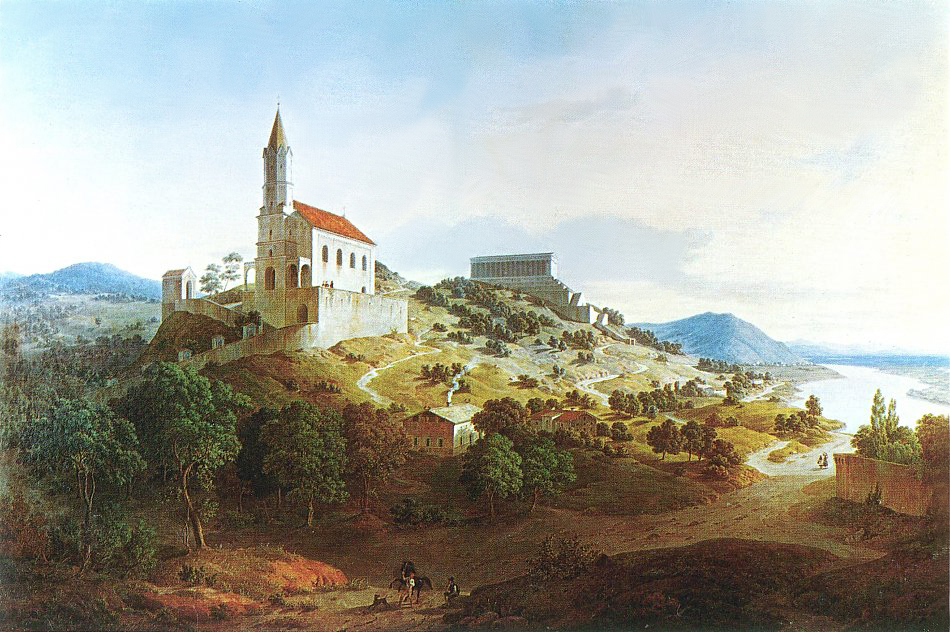
L'église du Sauveur (de) et le Walhalla à Donaustauf, 1857.
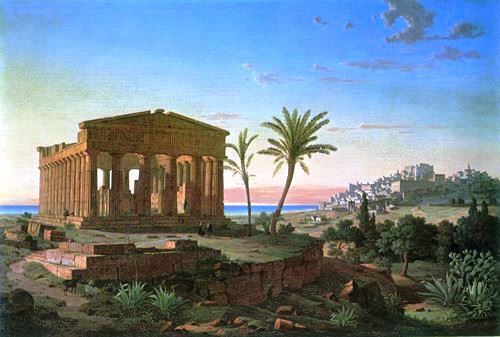
Le temple de la Concorde à Agrigente, 1867.
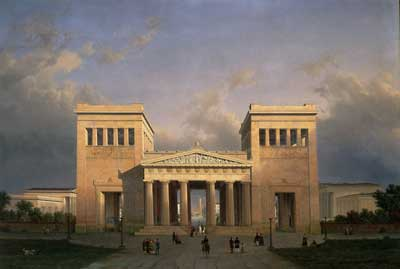
Les Propylées sur la Place royale de Munich, 1848.
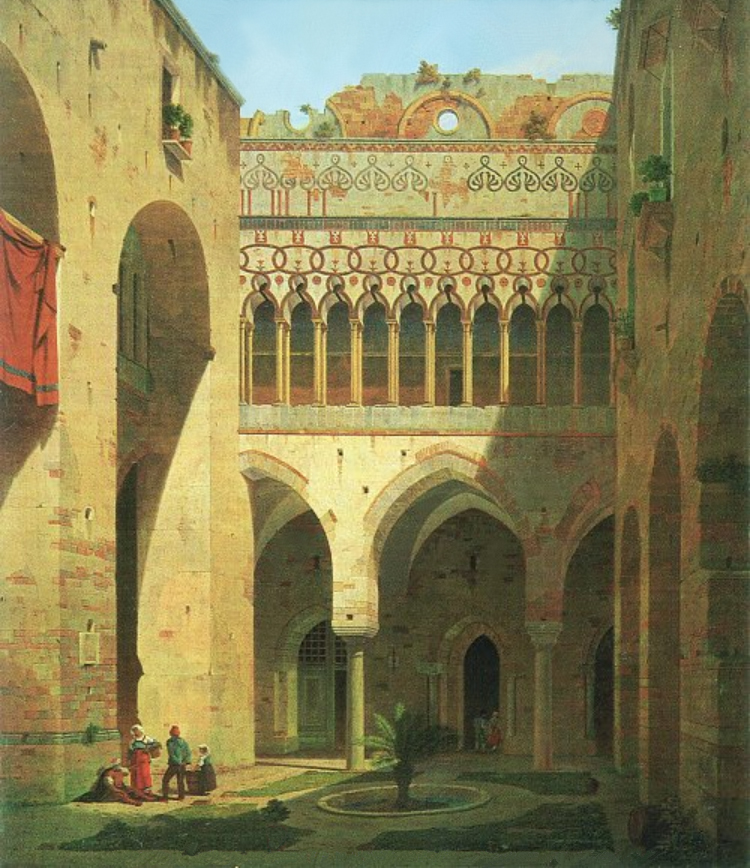
Cour du Palazzo Rufolo à Ravello,1861.